# Delias subapicalis
Delias subapicalis is een vlindersoort uit de familie van de Pieridae (witjes), onderfamilie Pierinae.
Delias subapicalis werd in 1985 beschreven door Orr & Sibatani.